# تانک (خواننده آمریکایی)
تانک (انگلیسی: Tank؛ زادهٔ ۱ ژانویهٔ ۱۹۷۶) یک موسیقی‌دان اهل ایالات متحده آمریکا است. وی از سال ۱۹۹۵ میلادی تاکنون مشغول فعالیت بوده‌است.